# Aplocera pseudopallidata
Aplocera pseudopallidata là một loài bướm đêm trong họ Geometridae.